# Вона не любить мене
«Вона не любить мене» (англ. She Loves Me Not) — американська короткометражна кінокомедія 1918 року з Гарольдом Ллойдом в головній ролі.

## У ролях
- Гарольд Ллойд
- Снуб Поллард
- Бібі Данієлс
- Семмі Брукс
- Біллі Фей
- Вільям Гіллеспі
- Естель Гаррісон
- Дуднік Дмитро (Ямпіль)
- Бад Джеймісон
- Маргарет Джослін